# Haussknechtia elymaitica
Haussknechtia elymaitica är en flockblommig växtart som är ensam art i släktet Haussknechtia.
Arten är en perenn ört som förekommer i Iran. Den beskrevs av Pierre Edmond Boissier 1872.